# Santo-Pietro-di-Tenda
Santo-Pietro-di-Tenda (en cors Santu Petru di Tenda) és un municipi francès, situat a la regió de Còrsega, al departament d'Alta Còrsega. L'any 1999 tenia 332 habitants.

## Demografia
| 1962 | 1968 | 1975 | 1982 | 1990 | 1999 |
| ---- | ---- | ---- | ---- | ---- | ---- |
| 523  | 540  | 316  | 286  | 291  | 332  |

## Administració
| Període   | Identitat                 | Partit | Qualitat |  |
| --------- | ------------------------- | ------ | -------- |  |
| 2001-2008 | Marie-Antoinette Clémenti |        |          |  |
| 2008      | Marc Tomi                 |        |          |  |

## Personatges il·lustres
- Ghjuvan Petru Lucciardi, escriptor en cors